# Wilhelm von Humboldt
Friedrich Wilhelm Christian Karl Ferdinand von Humboldt (ur. 22 czerwca 1767 w Poczdamie, zm. 8 kwietnia 1835 w Tegel) – niemiecki filozof, językoznawca, polityk, przedstawiciel neohumanizmu, brat Alexandra.

## Życiorys
Urodził się w rodzinie o brandenburskich i pruskich tradycjach urzędniczych i wojskowych sięgających XVI wieku. Ojciec, Alexander Georg von Humboldt, pan na włościach Hadersleben i Ringenwalde, wybrał karierę wojskową. W 1762, z powodu odniesionych ran, przeniesiono go w stan spoczynku i w 1764 został szambelanem na dworze księżniczki Elżbiety von Braunschweig. W 1766 poślubił, młodszą o dwadzieścia jeden lat, bogatą wdowę Marię Elżbietę z domu Colomb (z pierwszego małżeństwa von Holwede), pochodzącą z rodziny francuskich hugenotów o dużych aspiracjach kulturalnych i naukowych. W posagu wniosła ona, między innymi, posiadłość Tegel (obecnie w granicach Berlina), gdzie Wilhelm spędził dzieciństwo.

## Kariera
Studiował we Frankfurcie nad Odrą. W latach 1801–1808 był rezydentem pruskim w Rzymie, gdzie obcował ze światem naukowo-artystycznym i uprawiał studia filozoficzne, filologiczne i archeologiczne. W 1809 został kierownikiem pruskiego ministerstwa wyznań i oświecenia. Podczas pracy na tym stanowisku stał się merytorycznym założycielem Uniwersytetu Berlińskiego i zreformował cały ówczesny pruski system edukacji. W ramach reformy stworzył instytucję gimnazjum humanistycznego, które było fundamentem niemieckiego systemu edukacji przez całe stulecie .
W 1810 został ministrem stanu i został wysłany jako przedstawiciel Prus do stolicy Austrii, Wiednia . Między 1813 a 1815 był czynny dyplomatycznie przy wciągnięciu Austrii do Koalicji i zawieraniu pokoju z Francją , na kongresie wiedeńskim starał się o zjednoczenie Niemiec, w 1817 odbył misję nadzwyczajną do Londynu, a rok później reprezentował Królestwo Prus na kongresie akwizgrańskim. W 1819 ustąpił ze służby państwowej, gdyż nie udało mu się nakłonić króla do nadania Prusom konstytucji. W dalszym ciągu wywierał znaczny wpływ, ale już tylko na życie artystyczne, przez organizację muzeum berlińskiego.

## Poglądy
Przeciwstawiał się scjentyzmowi. Podkreślał specyfikę i metodologiczną odrębność nauk humanistycznych jako badających wytwory ducha. Za główny cel człowieka uznawał harmonijny rozwój z uwzględnieniem indywidualnych dyspozycji i uzdolnień. Powoływał się przy tym na ideały starożytnej Grecji, gdzie według niego realizowano to założenie najlepiej.

### Poglądy na temat języka
Opierając się na założeniach kantyzmu, zaprzeczał tezie o zewnętrznych przyczynach powstania i rozwoju języka. Wytworzenie języka jest nie tyle zewnętrzną, służącą wspólnej komunikacji, co wewnętrzną potrzebą ludzkości, niezbędną dla rozwoju jej duchowych sił oraz dla zdobycia określonego poglądu na świat.
Język nie jest raz wytworzonym i niezmiennym narzędziem służącym do nazywania rzeczy („ergon”), lecz jest to nieustanny proces, ciągłe tworzenie, „energeia”. Język jest nieustanną pracą ducha.
Słowa nie są jedynie znakami istniejącej rzeczywistości, język jest środkiem służącym człowiekowi do zrozumienia świata i samego siebie. Każdy konkretny język niesie określony „obraz świata”. Zróżnicowanie języków nie polega tylko na odmienności znaków, a wyrazy i ich zestawienia jednocześnie tworzą i określają pojęcia. Różne języki stanowią w istocie rozmaite sposoby widzenia świata, organy swoistego sposobu myślenia i odczuwania poszczególnych narodów. Różnorodność języków to „nie różnorodność dźwięków i znaków, lecz różnorodność samych światopoglądów”. Badania nad językiem nie powinny ograniczać się do zewnętrznej formy, ale powinny dotyczyć treści językowych i zawartego w języku poglądu na świat, a więc „wewnętrznej formy językowej”.

## Odznaczenia
- Order Orła Czarnego (Prusy, 1830)[13][14]
- Order Orła Czerwonego I klasy z liśćmi dębu (Prusy)[15]
- Krzyż Żelazny I klasy na białej wstędze (Prusy, 1814)[14][15][16]
- Krzyż Wielki Orderu Danebroga (Dania, 1815)[14][15][17]
- Krzyż Wielki Orderu Wierności (Badenia)[14][15]
- Krzyż Wielki Orderu Zasługi Korony (Bawaria)[14][15]
- Krzyż Wielki Orderu Gwelfów (Hanower)[14]
- Krzyż Wielki Orderu Lwa Niderlandzkiego (Holandia)[14][15]
- Krzyż Wielki Orderu Leopolda (Austria)[14][15]
- Krzyż Wielki Orderu Świętej Anny (Rosja)[14][15]
- Krzyż Wielki Orderu Sokoła Białego (Weimar)[14][15]

## Prace
Pisał prace z dziedziny krytyki literackiej (o Goethem, Schillerze, z którym utrzymywał bliskie stosunki); jednak większe znaczenie mają jego studia z zakresu językoznawstwa porównawczego. Krytyczne wydanie jego zbiorowych dzieł sporządziła Pruska Akademia Umiejętności (1903–1918, 15 tomów).

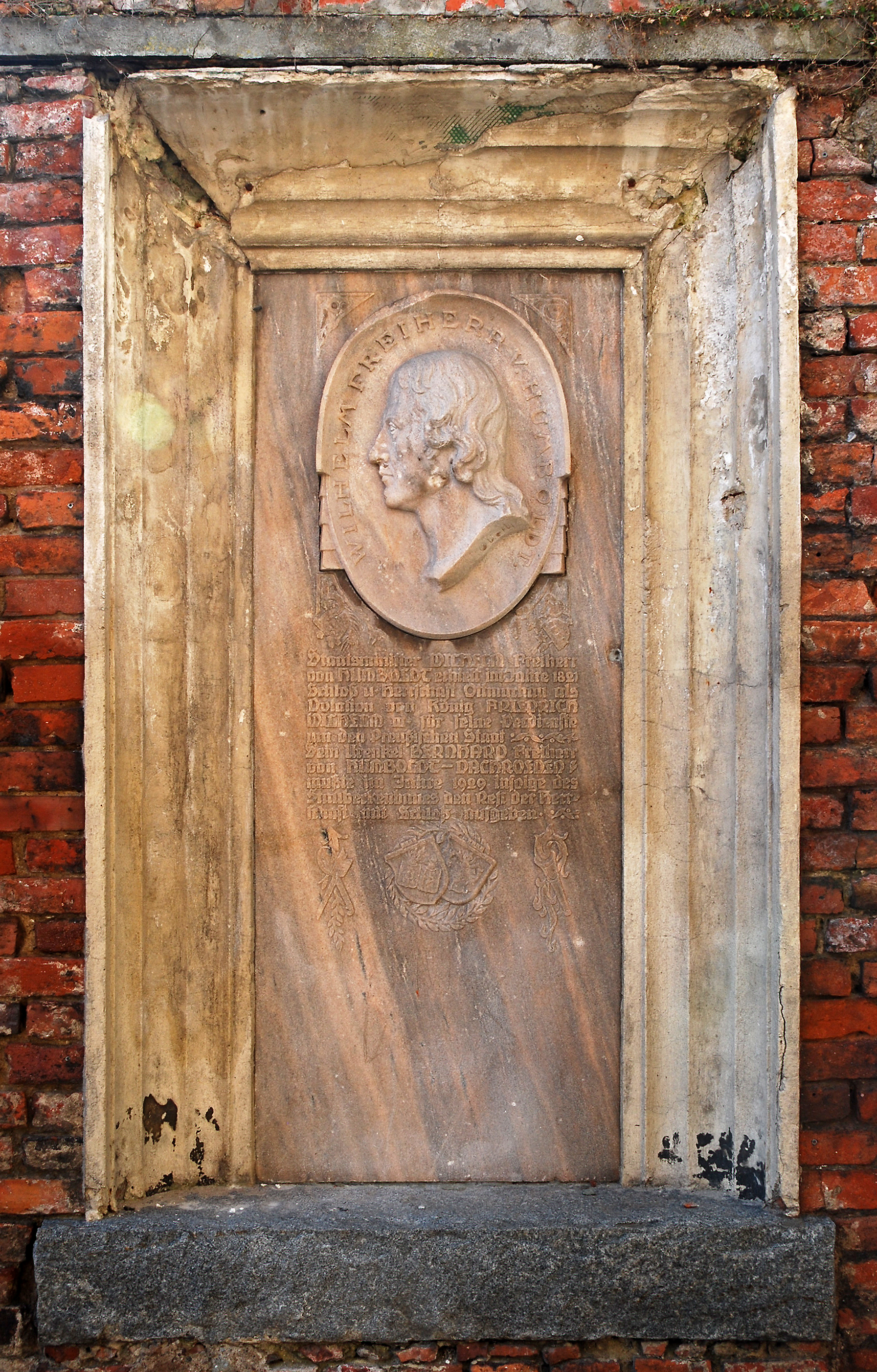
Tablica Humboldta z herbami na zamku
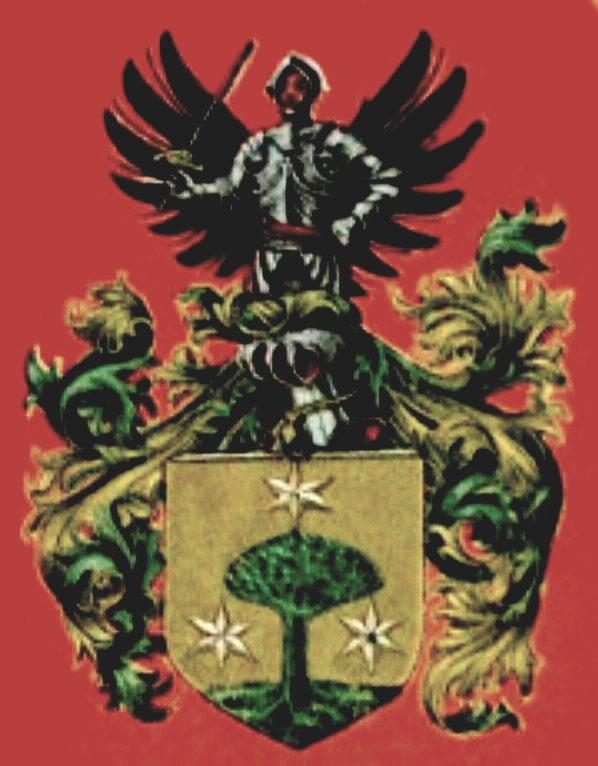
Herb von Humboldt
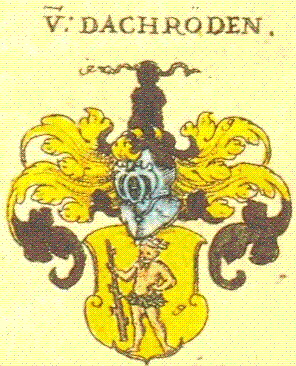
Herb von Dacheröden
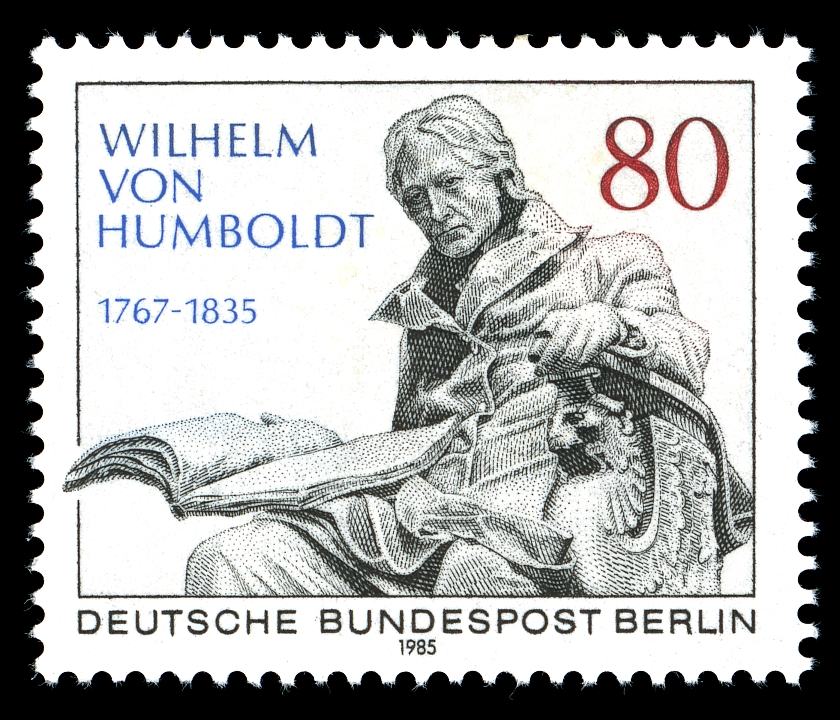
Humboldt na znaczku pocztowym